# El Omaria
El Omaria (în arabă العمرية) este o comună din provincia Médéa, Algeria.
Populația comunei este de 20.705 locuitori (2008).